# Гржебейк, Ян
Ян Гржебейк (чеш. Jan Hřebejk; род. 27 июня 1967, Прага) — чешский кинорежиссёр и сценарист.

## Биография
Ян Гржебейк родился в Праге. С 1987 по 1991 год овладевал профессией сценариста и драматурга на Факультете кино и телевидения в Академии музыкального искусства (FAMU). Во время учёбы Гржебейк снял две короткометражки «Co vsechno chcete vedet o sexu a bojíte se to prozít» (1988) и «L.P. 1948» (1989), где он выступил режиссёром и продюсером, а его одноклассник Петр Зеленка написал сценарии. Его профессиональным режиссёрским дебютом стал короткометражный фильм для чешского телевидения «Nedelejte nic, pokud k tomu nemáte vázny duvod» (1991). Его фильмы привлекали внимание зрителей и критиков, а также принимали участие в студенческих фестивалях.
Совместно с Петром Ярховски во время учёбы в FAMU Гржебейк написал сценарий комедии «Pejme písen dohola», вдохновлённый посещением летнего пионерского лагеря. По его сценарию в 1990 году режиссёр Ондрей Троян снял полнометражный фильм.

## Избранная фильмография
- 1993 — Шакальи годы / Šakalí léta (по книге Петра Шабаха; специальная премия жюри на МКФ в Хихоне)
- 1999 — Гнёздышки (Уютные норки) / Pelíšky (по книге П. Шабаха)
- 2000 — Мы должны помогать друг другу / Musíme si pomáhat (премия ФИПРЕССИ на МКФ молодого кино Восточной Европы в Котбусе, премия Чешский лев)
- 2003 — Pupendo
- 2004 — Вверх и вниз, также известен как Сломя голову / Horem pádem (премия Чешский лев)
- 2006 — Красавица в беде / Kráska v nesnázích (премия Кшиштофа Кесьлёвского на МКФ в Денвере)
- 2007 — Медвежонок / Medvídek
- 2008 — У меня хорошо / U mě dobrý
- 2008 — Бесстыдник / Nestyda
- 2009 — Роза Кавасаки / Kawasakiho růže (премия экуменического жюри Берлинского МКФ)
- 2010 — Zítra se bude…
- 2011 — Невинность / Nevinnost
- 2012 — Святая четвёрка / Svatá čtveřice
- 2012 — Odpad město smrt
- 2013 — Медовый месяц / Líbánky (премия за режиссуру на МКФ в Карловых Варах, ).
- 2016 — Учительница / Učiteľka
- 2020 — Ветеран / Veterán